# Florian Sperling
Pour les articles homonymes, voir Sperling.
Florian Sperling né le 24 août 2002, est un joueur allemand de hockey sur gazon. Il évolue au poste d'attaquant au Berliner HC et avec l'équipe nationale allemande.

## Carrière
Il a débuté en équipe première le 14 avril 2022 contre l'Inde à Bhubaneswar lors de la Ligue professionnelle 2021-2022.

## Palmarès
- : 2e à l'Euro U21 en 2022